# Oberländer Reformationsunruhen
Die Oberländer Reformationsunruhen fanden 1528 statt und waren ein Konflikt zwischen Aufständischen im Berner Oberland und der Berner Regierung während der Reformation.

## Vorgeschichte
1524, 1526 und 1527 befragte die Stadt Bern mehrmals die Ämter des Oberlands über deren Haltung gegenüber der Reformation. Bei allen drei Befragungen antworteten die Ämter, dass die Bevölkerung des Oberlands beim alten Glauben verbleiben wolle. Am 7. Februar 1528 erliess Bern das Reformationsmandat. Darin wurde die Kirche der bernischen Regierung unterstellt, die Messe abgeschafft, die Heiligenbilder verboten, das Fastengebot aufgehoben, die Klöster aufgehoben und den Priestern die Ehe erlaubt.
Alle Gemeinden des Berner Oberlands wurden aufgerufen, über das Reformationsmandat abzustimmen. In Interlaken wurde z. B. das Mandat angenommen, da man sich erhoffte, sich der Herrschaft des Klosters Interlaken entledigen zu können. In Brienz weigerte sich der Priester, die Abstimmung durchzuführen, und wurde deshalb entlassen. Bern übernahm die Rechtsnachfolge des Klostergebiets und wandelte dieses in die Landvogtei Interlaken um.

## Aufstand
Als Bern die Abgaben des Klosters selber einforderte, brachen Unruhen aus. Die Mönche und Pfarrer der Oberländer Gemeinden wiegelten die Bevölkerung auf und plünderten das Kloster. Danach zogen die Aufständischen bis vor die Stadt Thun. Als die Berner versprachen einzulenken und andere Oberländergemeinden sich nicht dem Aufstand anschlossen, brach der Aufstand fürs Erste zusammen. Die Spannungen hielten jedoch zwischen Alt- und Neugläubigen an. Es kam zu ständigen gegenseitigen Provokationen, und aus den katholischen Nachbarkantonen trafen immer wieder katholische Priester ein, die die Bevölkerung aufriefen, beim alten Glauben zu bleiben. Teilweise forderte man auch die Abspaltung von Bern. Ende September 1528 brach der Aufstand erneut aus, und Aufständische aus Brienz unter der Führung von Ueli Schryber und aus dem Hasli zerstörten die Aareschwellen bei Unterseen. In Interlaken wählte eine Landsgemeinde der Gotteshausleute einen Landammann und andere Amtsleute. Anfang Oktober 1528 kam es in Hasli, Frutigen und im Obersimmental zu öffentlichen Schwüren auf den alten Glauben. Kurze Zeit später erobern Hasler, Brienzer und 800 Unterwaldner Unterseen. Nun griff Bern zu militärischen Mitteln und rückte mit einem Heer unter der Führung von Schultheiss Johann von Erlach ins Oberland vor. Anfang November brach der Aufstand endgültig zusammen und die Berner besetzten die gesamte Region. In Interlaken hielten die Berner Strafgericht und entzogen den aufständischen Gemeinden alle Rechte. Die Berner forderten, dass die Aareschwellen wieder erstellt werden und die Banner und Landschaftssiegel von Hasli und Interlaken übergeben werden mussten.

## Folgen
Die Berner Regierung führte nach dem Aufstand eine strenge Kontrolle über die Gottesdienste ein. Die Pfarrer mussten ab diesem Zeitpunkt die Mandate der Berner Regierung von der Kanzel aus vorlesen und ein Chorgericht überwachte die Gemeinden.
1530 erhielt Brienz seine alten Rechte zurück.